# پونس، کنت طرابلس
پونس (ح. ۱۰۹۸ – ۲۵ مارس ۱۱۳۷) کنت طرابلس از سال ۱۱۱۲ تا ۱۱۳۷ میلادی بود. وی ۱۴ سال بیشتر نداشت که پدرش برتراند در ۱۱۱۲ درگذشت. وی پس از به قدرت رسیدن به آلکسیوس یکم، امپراتور بیزانس، سوگند وفاداری یاد کرد. مشاورانش وی را به انطاکیه فرستادند تا در دربار تانکرد انطاکیه، تحصیلات خود ادامه و تکمیل و به خصومت میان دو دولت صلیبی پایان دهند. تانکرد ۴ قلعه مهم را در شاهزاده‌نشین انطاکیه به پونس واگذار کرد. با وجود اینکه وی واسال پادشاه اورشلیم بود، اما این اقدام تانکرد منجر به استقلال نسبی کنت‌نشین طرابلس شد. تانکرد همچنین ترتیب ازدواج پونس با سیسیل، دختر فیلیپ یکم فرانسه، را داد.
پونس پس از تانکرد، همکاری خود را با جانشین وی، راجر سالرنو، برای مقابله با امیران مسلمان منطقه در دهه ۱۱۱۰ میلادی ادامه داد. با این حال وی از یاد کردن سوگند وفاداری و تبعیت از بالدوین دوم، پادشاه اورشلیم، امتناع کرد اما با تلاش واسال‌ها آشتی میان آنها برقرار شد. پونس همچنین یکی فرماندهان برجستهٔ حاضر در محاصره صور در سال ۱۱۲۴ میلادی بود. وی از آلیس، در برابر فولک آنژو در اواخر ۱۱۳۲ حمایت کرد اما آنها توانستند مانعی برای وی برای به دست گرفتن کنترل انطاکیه شوند. سال بعد پونس  توانست با کمک فولک از قلمروی خود در برابر عمادالدین زنگی، اتابک موصل، دفاع کند.
بازواش، مملوک و فرمانده دمشق، در مارس ۱۱۳۷ به طرابلس یورش برد و توانست پونس را در نبرد شکست دهد. پونس به کوهستان فرار کرد اما توسط مسیحیان بومیان اسیر به بازواش تحویل داده شد. بازواش نیز دستور قتل پونس را در ۲۵ مارس ۱۱۳۷ صادر کرد. کنت‌نشین طرابلس در زمان وی مبدل به یک دولت صلیبی مستقل شد.